# 日本考古学協会
一般社団法人日本考古学協会（にほんこうこがくきょうかい、英: Japanese Archaeological Association） は、埋蔵文化財の保護、関連学術団体との連携・協力、国際交流などを目的に1948年に結成された考古学の学会である。

## 概要
考古学界を代表する団体で、日本学術会議の指定する協力学術研究団体である。現在の会員数は約4000名。入会資格は25歳以上、著書・論文・発掘報告書いずれか1篇以上、あるいは資料紹介や分担執筆など3篇以上が条件で、査読論文までは求められないが、協会の審査委員会で著書等の審査をされ、その後現会員からの意見等を受け付け問題がなければ入会出来る。会員は大学、博物館など公的教育機関の研究者と地方自治体の埋蔵文化財担当職員、民間調査会社所属の研究員などによって占められ、埋蔵文化財行政等にも影響力を持つ。
　毎年、春に総会を東京近辺で、秋には大会を地方で開催している。2006年以降は公開講座も開催している。、毎年の年会費は10000円である。また、定期刊行物として機関誌『日本考古学』を年2回、『日本考古学年報』を年に1回刊行している。
なお、日本考古学会（1896年～）は日本考古学協会とは全く別の学会である。また、会員規模では一時5000名以上を擁した考古学研究会（1954年～）の方が大きかったが、2012年現在の会員数では協会が最大である。考古学界で代表的な学会は以上の3つであるが、さらに日本人類学会（1884年～）、日本第四紀学会（1956年～）、日本文化財科学会（1982年～）も考古学と非常に関連深い学会である。

## 歴史
1947年に登呂遺跡の発掘調査が全国的に注目を集めた。しかし、発掘調査経費が明治大学の後藤守一教授個人への文部省科学研究費交付という形で支出されたことが問題となった。そこで、1947年12月に考古学の全国的学会を設立のため第1回考古学協議会が開催された。1948年1月には第2回考古学協議会が、2月には日本考古学協会設立準備委員会が結成された。そして4月には設立総会が 開催され、81名の会員数で日本考古学協会が結成された。会則第1条に「日本における考古学研究者が、自主・民主・平等・互恵・公開の原則に立って、考古学の発展をはかることを目的とする」と謳われている。
その後の登呂遺跡発掘調査では、本会が調査主体者となり、調査経費の交付先となった。
高度成長期に入ると各地で開発が進み、多数の遺跡が消滅していった。その中で、本会は千葉県の加曾利貝塚と奈良県の平城宮跡の保存運動を他の文化財保護団体などと協力して推進し、保存することに成功した。また、この頃から地方公共団体では公共事業に伴い緊急発掘調査を実施し、埋蔵文化財の記録保存を行う所が増大し、地方自治体の埋蔵文化財担当の専門職員が多数採用された。これに伴い、本会の会員数も激増する。
また、2000年に発覚した旧石器捏造事件問題やそれに関連する形で発生した聖嶽洞穴遺跡問題に関しては検討委員会を設置し、検証を重ねた。最近では『特別史跡高松塚古墳の保全・保護を求める声明』を採択し、関係機関へ働きかけをおこなっている。